# Pierrot Lunaire (Schönberg)
Pierrot Lunaire è una composizione di Arnold Schönberg (op. 21) per voce femminile recitante (Sprechgesang), pianoforte, flauto (alternato con l'ottavino), clarinetto in la (alternato con il clarinetto basso in si bemolle), violino (alternato con la viola) e violoncello.
Scritta su commissione nel 1912 ed eseguita per la prima volta a Berlino il 16 ottobre del 1912, è forse l'opera più famosa di Schönberg ed è considerata una sorta di manifesto dell'espressionismo musicale, che propone in musica le stesse tematiche di quello figurativo.
Pierrot Lunaire è basato su un ciclo di Lieder facenti parte di una raccolta di 50 poesie (Schönberg ne scelse 21) del simbolista Albert Giraud, musicate nella traduzione tedesca di Otto Erich Hartleben. Le poesie sono divise in 3 gruppi di 7. 

## Trama
Il protagonista, il poeta virtuoso Pierrot, eroe malinconico e triste, si destreggia poeticamente esprimendo sé stesso e il suo ambiguo carattere. L'immagine romantica è deformata in smorfie e proiettata in immagini ora grottesche ora allucinate: canta alla luna che lo ispira, vive l'angoscia più profonda, si immagina assassino, ed infine dopo tormenti e attimi di puro cinismo, torna alla sua patria, Bergamo, invocando nell'ultimo brano «l'antico profumo dei tempi delle fiabe».

## Composizione
Il Pierrot Lunaire è composto da 21 liriche con i seguenti titoli:
Prima parte
1. Ubriaco di luna
2. Colombina
3. Il Dandy
4. Una pallida lavandaia
5. Valzer di Chopin
6. Madonna
7. La luna malata

Seconda parte
1. Notte
2. Invocazione a Pierrot
3. Rapina
4. Rosso convivio
5. Ballata della forca
6. Decapitazione
7. Le croci

Terza parte
1. Nostalgia
2. Perfidia
3. Parodia
4. La macchia lunare
5. Serenata
6. Viaggio verso casa
7. Antica fragranza

- Nella prima parte (brani 1-7), Pierrot si presenta come poeta della sofferenza, incantato dalla luna che gli ricorda immagini "macabre" e morbose.
- Nella seconda parte (brani 8-14), l'atmosfera è angosciosa e il protagonista si immagina assassino, sadico ecc.
- Nella terza parte (brani 15 - 21), il protagonista diventa sentimentale, un grottesco buffone che si abbandona alla nostalgia, il tono si fa grottesco e ironico. Ad esempio Pierrot cerca di ripulire il suo mantello da una macchia di luna (18); fuma usando il cranio del suo rivale Cassandro come pipa (16) e suona la viola servendosi della sua testa (19); torna a Bergamo remando con un raggio di luna (20).

## La composizione
In questa composizione l'autore utilizza per la prima volta la tecnica dello Sprechgesang, ovvero "canto parlato": uno stile vocale in cui si fondono le caratteristiche proprie del suono parlato e del suono cantato. L'autore stesso spiega che il cantante-recitante, pur mantenendo rigorosamente il ritmo notato, deve appena intonare la nota vera e propria e poi subito abbandonarla. Lo Sprechgesang deve essere a metà strada tra la parola cantata e quella parlata. Scrive infatti nell'introduzione:
A titolo esemplificativo, si potrebbero considerare le miss. 7-8 del primo Lied "Mondestrunken", sull'inflessione "und eine Springflut", che imita rapido il movimento ascensionale immediatamente precedente del flauto. Qui si vede come Schönberg inserisca pienamente la recitazione, caratteristica del melologo, nel tessuto musicale. L'improvvisa impennata delle miss. 7-8 rende allucinata l'immagine dell'"inondazione" di luce lunare. Sui versi seguenti invece la voce declina rapidamente e infine sprofonda e quindi si distacca rispetto ai suoni acuti degli strumenti.
Definite con estremo rigore le norme dell'interpretazione, sin dalla prefazione alla partitura, l'orchestrazione è assai varia e movimentata. Solo 6 dei 21 brani in cui l'opera si articola presentano l'organico completo, mentre negli altri brani gli strumenti sono impiegati a gruppi di 2, 3, 4; addirittura, nel settimo tempo (La luna malata) la voce dialoga solo con un flauto.
L'instabilità tonale estrema, dovuta alla mancanza di qualsiasi centro di attrazione armonica, è utilizzata come specchio dell'estrema instabilità psicologica, ovvero dell'illogicità propria della dimensione onirica. Il principio è dunque quello di escludere qualsiasi gravitazione tonale e ciò si ottiene evitando l'uso delle scale diatoniche per servirsi il più liberamente possibile dell'intera gamma dei dodici suoni cromatici.

## Opere di altri artisti ispirate a Pierrot Lunaire
- Il gruppo rock italiano Litfiba ha tratto ispirazione dall'opera di Schönberg per il brano Pierrot e la luna nell'album 17 re.
- Nel 1974 il trio di rock progressivo italiano formato da Gaio Chiocchio, Vincenzo Caporaletti e Arturo Stalteri assunse il nome Pierrot Lunaire titolando eponimamente il loro primo album pubblicato in quello stesso anno.